# Ahmed Baba Miské
Ahmed Baba Miské (18 de maio de 1935 – 14 de março de 2016) foi um político, escritor, diplomata e autor mauritano de Lettre ouverte aux elites du Tiers-monde (Open Letters to the Elite of the Third World). Ele foi um embaixador mauritano e membro da Frente Polisário.